# Mycomya dziedzicki
Mycomya dziedzicki är en tvåvingeart som beskrevs av Vaisanen 1981. Mycomya dziedzicki ingår i släktet Mycomya och familjen svampmyggor. Inga underarter finns listade i Catalogue of Life.